# Stagno di Cala dei Ginepri
Lo stagno di Cala dei Ginepri è una zona umida situata in prossimità della costa settentrionale della Sardegna e si affaccia nell'omonima cala. Appartiene amministrativamente al comune di Arzachena.